# Scorpaena colorata
Scorpaena cocosensis behoort tot het geslacht Scorpaena van de familie van schorpioenvissen. Deze soort komt voor in het centraal-oosten van de Grote Oceaan met name bij de Hawaïaanse eilanden op diepten van 100 - 219 m. Zijn lengte bedraagt zo'n 9,5 cm.